# Hypertrophocera parvipes
Hypertrophocera parvipes là một loài ruồi trong họ Tachinidae.